# Josef Schoder

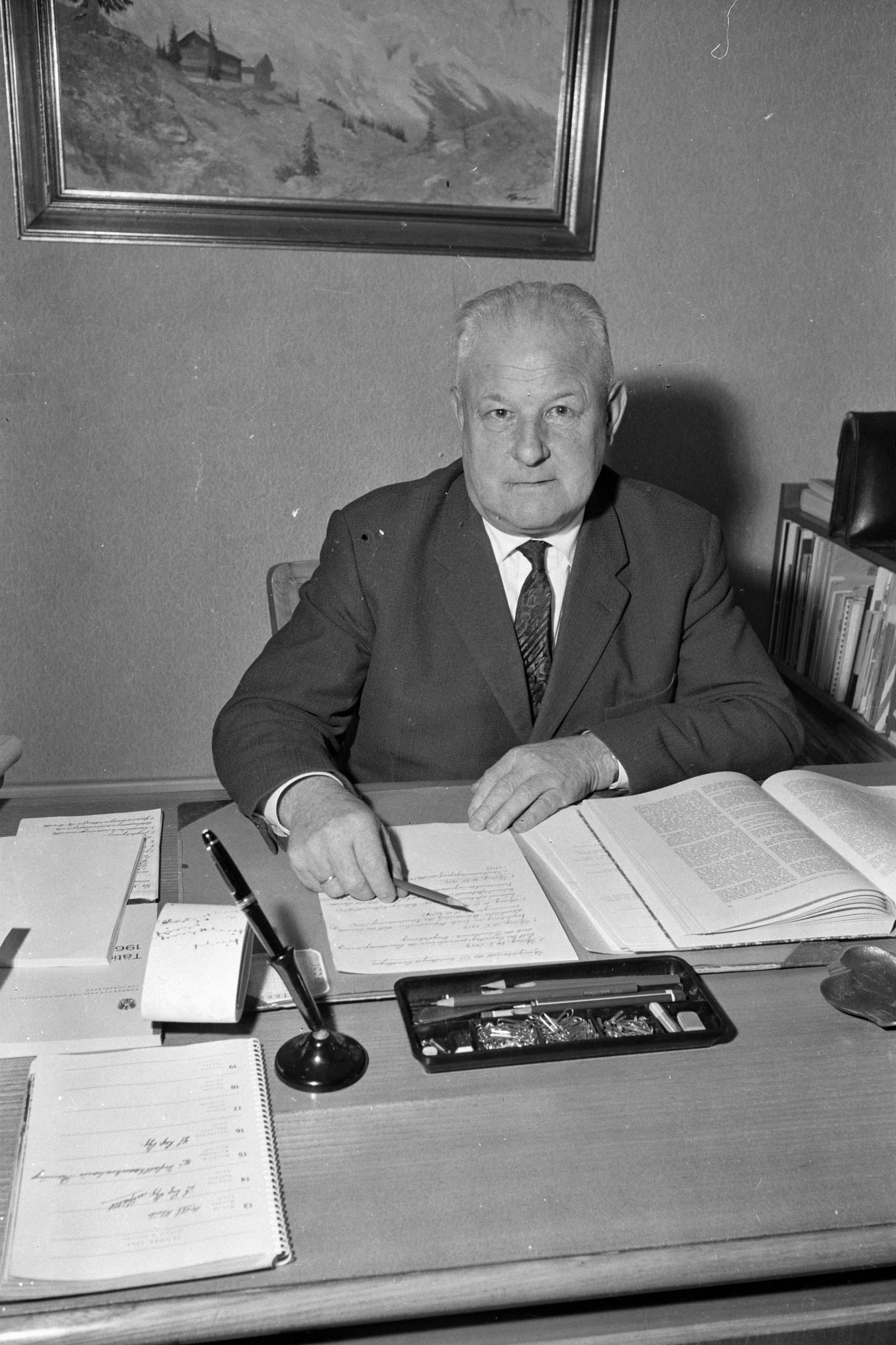
Josef Schoder (1963) als Landesrat

Josef Pius Schoder (* 1. Mai 1900 in Vandans; † 18. September 1986 in Feldkirch) war ein österreichischer Politiker (SPÖ) und Beamter im Landesdienst. Schoder war von 1957 bis 1969 als Landesrat Mitglied der Vorarlberger Landesregierung und von 1959 bis 1969 als Landtagsabgeordneter im Vorarlberger Landtag Klubvorsitzender der SPÖ-Landtagsfraktion.

## Leben und Wirken

### Werdegang vor 1945
Josef Schoder wurde am 1. Mai 1900 als Sohn des Bauern Franz Josef Schoder und dessen Ehefrau Maria Rosina in der Montafoner Gemeinde Vandans geboren. Nach dem Besuch von Volks- und Fortbildungsschule in Vandans wurde Schoder zunächst Ofensetzer und trat 1917 in den Eisenbahndienst ein. Im Jahr 1918 wurde er zum Kriegsdienst eingezogen, schied aus dem Militär aber aufgrund des raschen Kriegsendes noch im selben Jahr wieder aus. In den Jahren von 1919 bis 1922 verdingte sich Josef Schoder als Bauarbeiter in der Schweiz, ehe er 1923 als Bauarbeiter zur Errichtung des Spullerseekraftwerks in seiner Vorarlbergerischen Heimat eingesetzt wurde. Noch im Jahr 1923 trat er der Sozialdemokratischen Arbeiterpartei, der Vorgängerpartei der heutigen SPÖ, bei und wurde von den Bauarbeitern beim Bau des Spullerseekraftwerks zum Mitglied von deren Betriebsrat gewählt. 
Nachdem das Kraftwerk 1925 fertiggestellt worden war, wurde Schoder Landesobmann der Gewerkschaft der Bau- und Holzarbeiter. 1928 wurde er erneut beim Bau eines Kraftwerks – des Vermuntwerks – zum Betriebsrat der Bauarbeiter bestimmt. Im Jahr 1930 besuchte er schließlich in Wien den Sozialpolitischen Lehrgang der Arbeiterhochschule. Ab 1931 arbeitete Josef Schoder bei der Vorarlberger Kammer für Arbeiter und Angestellte, ehe er 1938 aus politischen Gründen entlassen wurde. Ebenfalls 1938, nach dem Anschluss Österreichs an das Deutsche Reich und der damit verbundenen Machtübernahme der Nationalsozialisten, wurde Schoder politisch gemaßregelt. Aufgrund der politischen Verhältnisse war er in den Jahren 1938 und 1939 über einen längeren Zeitraum arbeitslos, ehe er 1939 bei der Bezirkshauptmannschaft Feldkirch eine Anstellung als Fürsorgesachbearbeiter fand.

### Politische Karriere ab den 1950er-Jahren
Nach der Befreiung Österreichs durch die Alliierten wurde Josef Schoder 1945 in der BH Feldkirch zum Leiter der Abteilung für Sozial- und Fürsorgeangelegenheiten befördert. Er absolvierte in den 50er-Jahren nebenberuflich die Beamtenmatura am Bundesrealgymnasium Bludenz. Ab dem Jahr 1952 übernahm er geschäftsführend die Position des Stadtparteivorsitzenden der SPÖ in Feldkirch, bei den Gemeindewahlen 1955 wurde er sowohl als Mitglied der Stadtvertretung wie auch von dieser als Stadtrat für Soziales gewählt. Mitglied der Stadtvertretung blieb er bis 1960, Stadtrat bis 1957. 
Im Jahr 1957 erreichte Schoders politische Karriere einen neuen Höhepunkt. Zunächst wurde er am 18. April als Nachfolger seines am 13. April verstorbenen Parteikollegen Jakob Bertsch als Landesrat für Soziale Verwaltung, Fürsorge und Gesundheitswesen sowie Landesanstalten in die Vorarlberger Landesregierung gewählt. Am 25. Mai übernahm er, ebenfalls in Nachfolge des verstorbenen Jakob Bertsch, den Vorsitz der SPÖ Vorarlberg (bis zum 31. August 1961). Zwei Jahre später, am 29. Oktober 1959 wurde Bertsch nach der Landtagswahl in Vorarlberg 1959, bei der die SPÖ mehr als drei Prozent zulegen konnte, als Abgeordneter des Vorarlberger Landtags angelobt und übernahm in diesem den Vorsitz im SPÖ-Landtagsklub. Sowohl aus dem Landtag wie auch aus der Landesregierung schied Josef Schoder am 28. Oktober 1969 nach der Landtagswahl aus.
Bereits 1968 war er vom Land Vorarlberg für seine Verdienste mit der höchsten Landesauszeichnung, dem Ehrenzeichen in Gold, bedacht worden. 1970 wurde er Ehrenobmann des Vorarlberger Pensionistenverbands, von dem er außerdem mit dem Goldenen Verbandsehrenzeichen ausgezeichnet wurde.